# Liste der Kulturdenkmale in Kleinbothen
In der Liste der Kulturdenkmale in Kleinbothen sind die Kulturdenkmale des Grimmaer Ortsteils Kleinbothen verzeichnet, die bis Juli 2024 vom Landesamt für Denkmalpflege Sachsen erfasst wurden (ohne archäologische Kulturdenkmale). Die Anmerkungen sind zu beachten.
Diese Aufzählung ist eine Teilmenge der Liste der Kulturdenkmale in Grimma.

## Kleinbothen
| Bild                                    | Bezeichnung                                                                     | Lage                           | Datierung                                                                | Beschreibung | ID       |
| --------------------------------------- | ------------------------------------------------------------------------------- | ------------------------------ | ------------------------------------------------------------------------ | --- | -------- |
| Direkt Bild zu diesem Denkmal hochladen | Häuslerhaus                                                                     | Badstraße 4 (Karte)            | Um 1840                                                                  | Zeit- und regionaltypischer Fachwerkbau, heimat- und baugeschichtliche Bedeutung. Zweigeschossig, Erdgeschoss massiv, verputzt, Obergeschoss Fachwerk, im Obergeschoss originale Fenster, Giebel massiv, Satteldach, Kronendeckung (Biberschwanzdeckung). | 08974435 |
| Direkt Bild zu diesem Denkmal hochladen | Wohnhaus und Seitengebäude eines Dreiseithofes                                  | Badstraße 16 (Karte)           | Um 1800                                                                  | Verputzte Fachwerkbauten in ortsbildprägender Lage, heimat- und baugeschichtliche Bedeutung. - Wohnhaus: zweigeschossig, Erdgeschoss massiv, Bruchstein, verputzte Fenster- und Türgewände, Obergeschoss Fachwerk verputzt, alte Holzsprossenfenster, Satteldach, Biberschwanzdeckung - Seitengebäude: zweigeschossig aus Lehmsteinen, Obergeschoss verputztes Fachwerk, unterkellert, mit alter Kellertür, Porphyrtufftürgewände, Satteldach, Biberschwanzdeckung | 08974431 |
|                                         | Wohnstallhaus (Nr. 35), Seitengebäude (Nr. 35a) und Scheune eines Vierseithofes | Badstraße 35, 35a (Karte)      | Bezeichnet mit 1836 (Wohnstallhaus); bezeichnet mit 1879 (Seitengebäude) | Zeugnis für die bäuerliche Wohn- und Lebensweise im 19. Jahrhundert, Wohnstallhaus Fachwerkbau, Seitengebäude und Scheune zeittypische Putzbauten, Seitengebäude mit Zwillingsfenster im Giebel, heimat- und baugeschichtliche Bedeutung. - Wohnstallhaus: zweigeschossig, Erdgeschoss massiv, Obergeschoss Fachwerk, Krüppelwalmdach, gerader Türsturz, Giebel verschiefert, rückwärtiges Backhaus - Auszugshaus mit Stall: zweigeschossig, massiv, Sandsteingewände, Erdgeschoss Segmentbogenfenster, im Giebel rundbogige Zwillingsfenster mit Rundbogen überfangen, Inschrifttafel bezeichnet mit „Hessel“, Medaillon mit Inschrift „Erbaut 1879“, Satteldach - Scheune: eingeschossig, zwei Segmentbogentore, Satteldach | 08974432 |
| Direkt Bild zu diesem Denkmal hochladen | Wohnhaus und Scheune einer ehemaligen Wassermühle                               | Marktstraße 2 (Karte)          | Nachträglich bezeichnet mit 1792                                         | Wohnhaus landschaftstypischer Fachwerkbau, ortsbildprägende Lage, heimat- und baugeschichtliche Bedeutung. - Wohnhaus (bezeichnet mit 1792, Schlussstein am Portal des Hauses): zweigeschossig, Erdgeschoss massiv, Porphyrtuffsegmentbogenportal, Obergeschoss Fachwerk, Satteldach, Giebel Fachwerk - Scheune: eingeschossig, massiv, Bruchstein, verputzt, zwei Tore, Satteldach - Seitengebäude (Nummer 2b, nach Sanierung 2008 gestrichen): zweigeschossig, zwei Segmentbogeneingänge, Erdgeschoss massiv, Obergeschoss Fachwerk, verschalt, Gewölbe (preußische Kappen), Satteldach, Biberschwanzdeckung, Rückseite abgeschleppt                                                                                        | 08974433 |
| Direkt Bild zu diesem Denkmal hochladen | Kriegerdenkmal für die Gefallenen des Ersten Weltkrieges                        | Marktstraße 18 (neben) (Karte) | Um 1920                                                                  | Gärtnerisch gestaltete Anlage mit Granitstele und Namenssteinen, orts- und zeitgeschichtliche Bedeutung. Gärtnerisch gestaltete Anlage auf quadratischem Grundriss, von Buchenhecke gerahmt, in der Mittelachse befindlicher stelenartiger Gedenkstein (Beuchaer Granit), Lorbeerkranz- und Eisernes Kreuz Relief, Inschrift „Unseren teueren Helden, 1914–1918“, seitlich Inschriftensteine mit den Namen der Gefallenen. | 08974434 |

## Tabellenlegende
- Bild: Bild des Kulturdenkmals, ggf. zusätzlich mit einem Link zu weiteren Fotos des Kulturdenkmals im Medienarchiv Wikimedia Commons. Wenn man auf das Kamerasymbol klickt, können Fotos zu Kulturdenkmalen aus dieser Liste hochgeladen werden:
- Bezeichnung: Denkmalgeschützte Objekte und ggf. Bauwerksname des Kulturdenkmals
- Lage: Straßenname und Hausnummer oder Flurstücknummer des Kulturdenkmals. Die Grundsortierung der Liste erfolgt nach dieser Adresse. Der Link (Karte) führt zu verschiedenen Kartendiensten mit der Position des Kulturdenkmals. Fehlt dieser Link, wurden die Koordinaten noch nicht eingetragen. Sind diese bekannt, können sie über ein Tool mit einer Kartenansicht einfach nachgetragen werden. In dieser Kartenansicht sind Kulturdenkmale ohne Koordinaten mit einem roten bzw. orangen Marker dargestellt und können durch Verschieben auf die richtige Position in der Karte mit Koordinaten versehen werden. Kulturdenkmale ohne Bild sind an einem blauen bzw. roten Marker erkennbar.
- Datierung: Baubeginn, Fertigstellung, Datum der Erstnennung oder grobe zeitliche Einordnung entsprechend des Eintrags in der sächsischen Denkmaldatenbank
- Beschreibung: Kurzcharakteristik des Kulturdenkmals entsprechend des Eintrags in der sächsischen Denkmaldatenbank, ggf. ergänzt durch die dort nur selten veröffentlichten Erfassungstexte oder zusätzliche Informationen
- ID: Vom Landesamt für Denkmalpflege Sachsen vergebene, das Kulturdenkmal eindeutig identifizierende Objekt-Nummer. Der Link führt zum PDF-Denkmaldokument des Landesamtes für Denkmalpflege Sachsen. Bei ehemaligen Kulturdenkmalen können die Objektnummern unbekannt sein und deshalb fehlen bzw. die Links von aus der Datenbank entfernten Objektnummern ins Leere führen. Ein ggf. vorhandenes Icon  führt zu den Angaben des Kulturdenkmals bei Wikidata.